# Assamia aborensis
Assamia aborensis is een hooiwagen uit de familie Assamiidae. De wetenschappelijke naam van Assamia aborensis gaat terug op Carl Friedrich Roewer.